# Auto GP 2012
La stagione 2012 dell'Auto GP World Series è stata la terza del campionato di Auto GP, sorto sulle ceneri del campionato Euroseries 3000. Il campionato è iniziato l'11 marzo con un weekend di gare sull'Autodromo di Monza, e termina, dopo altri 6 appuntamenti, sul Sonoma Raceway, circuito statunitense, il 23 settembre. Da questa stagione il nome del campionato diventa Auto GP World Series. Il campionato è vinto dal pilota britannico Adrian Quaife-Hobbs, che si aggiudicato anche la classifica riservata ai piloti Under 21. La classifica per le scuderie è stata vinta dalla britannica SuperNova International.
Anche in questa stagione il campionato collabora con il Campionato mondiale Turismo; le sue gare sono state di supporto a molti eventi di tale campionato.

## La pre-stagione

### Calendario
Il calendario fu presentato il 23 dicembre 2011. Prevede sette doppi appuntamenti, lo stesso numero della stagione precedente.
| Gara | Gara | Circuito                                     | Giri | Lunghezza                 | Data         | Ora   | Supporto  |
| ---- | ---- | -------------------------------------------- | ---- | ------------------------- | ------------ | ----- | --------- |
| 1    | G1   | Autodromo Nazionale Monza                    | 14   | 14 x 5,793 km = 81,102 km | 10 marzo     | 11:45 | WTCC 2012 |
| 1    | G2   | Autodromo Nazionale Monza                    | 14   | 14 x 5,793 km = 81,102 km | 11 marzo     | 11:45 | WTCC 2012 |
| 2    | G1   | Circuito Ricardo Tormo, Valencia             | 21   | 21 x 4,051 km = 85,071 km | 31 marzo     | 13:10 | WTCC 2012 |
| 2    | G2   | Circuito Ricardo Tormo, Valencia             | 21   | 21 x 4,051 km = 85,071 km | 1º aprile    | 13:15 | WTCC 2012 |
| 3    | G1   | Circuito Moulay El Hassan, Marrakech         | 19   | 19 x 4,624 km = 87,856 km | 14 aprile    | 11:10 | WTCC 2012 |
| 3    | G2   | Circuito Moulay El Hassan, Marrakech         | 19   | 19 x 4,624 km = 87,856 km | 15 aprile    | 13:30 | WTCC 2012 |
| 4    | G1   | Hungaroring, Mogyoród                        | 19   | 19 x 4,381 km = 83,239 km | 5 maggio     | 10:15 | WTCC 2012 |
| 4    | G2   | Hungaroring, Mogyoród                        | 19   | 19 x 4,381 km = 83,239 km | 6 maggio     | 12:35 | WTCC 2012 |
| 5    | G1   | Autódromo Internacional do Algarve, Portimão | 18   | 18 x 4,653 km = 81,754 km | 2 giugno     | 13:15 | WTCC 2012 |
| 5    | G2   | Autódromo Internacional do Algarve, Portimão | 18   | 18 x 4,653 km = 81,754 km | 3 giugno     | 14:00 | WTCC 2012 |
| 6    | G1   | Autódromo Internacional de Curitiba          | 23   | 23 x 3,695 km = 84,985 km | 22 luglio    | 14:45 | WTCC 2012 |
| 6    | G2   | Autódromo Internacional de Curitiba          | 23   | 23 x 3,695 km = 84,985 km | 22 luglio    | 11:00 | WTCC 2012 |
| 7    | G1   | Sonoma Raceway, Sonoma                       | 21   | 21 x 4,025 km = 84,525 km | 23 settembre | 13:20 | WTCC 2012 |
| 7    | G2   | Sonoma Raceway, Sonoma                       | 21   | 21 x 4,025 km = 84,525 km | 23 settembre | 14:35 | WTCC 2012 |

### Test
Si sono svolte due sessioni di test: una sull'Circuito Ricardo Tormo, Valencia (non collettivo) il 26 gennaio ed uno a Monza il 2 marzo.
| Circuito                         | Data                 | Pilota più veloce | Team              | Tempo    |
| -------------------------------- | -------------------- | ----------------- | ----------------- | -------- |
| Circuito Ricardo Tormo, Valencia | 26 gennaio           | Vittorio Ghirelli | Ombra Racing      | 1'22"56  |
| Autodromo Nazionale Monza        | 2 marzo (mattina)    | Victor Guerin     | Super Nova Racing | 1'37"810 |
| Autodromo Nazionale Monza        | 2 marzo (pomeriggio) | Sergio Campana    | Team MLR71        | 1'36"875 |

### Accordi e fornitori
Da questa stagione la Kumho diventa il fornitore unico degli pneumatici.

## Piloti e scuderie

### Tabella riassuntiva
| Team                    | Nr. | Pilota              | Weekend di gara |
| ----------------------- | --- | ------------------- | --------------- |
| Campos Racing           | 1   | Facundo Regalia     | 1-5             |
| Campos Racing           | 1   | Pippa Mann          | 7               |
| Campos Racing           | 2   | Giuseppe Cipriani   | Tutti           |
| Campos Racing           | 3   | Max Snegirev        | Tutti           |
| Team MLR71              | 5   | Sergio Campana      | 1-5             |
| Team MLR71              | 5   | Giacomo Ricci       | 7               |
| Team MLR71              | 71  | Michele La Rosa     | Tutti           |
| Virtuosi UK             | 6   | Matteo Beretta      | 1               |
| Virtuosi UK             | 6   | Sten Pentus         | 2               |
| Virtuosi UK             | 6   | Francesco Dracone   | 3-7             |
| Virtuosi UK             | 7   | Pål Varhaug         | Tutti           |
| Zele Racing             | 8   | Giacomo Ricci       | 1, 3            |
| Zele Racing             | 8   | Matteo Beretta      | 2               |
| Zele Racing             | 8   | Sten Pentus         | 4-5             |
| Zele Racing             | 8   | Sergio Campana      | 7               |
| Zele Racing             | 8   | Peter Milavec       | 2               |
| Zele Racing             | 8   | Juan Carlos Sistos  | 5               |
| Zele Racing             | 8   | Antônio Pizzonia    | 7               |
| SuperNova International | 10  | Adrian Quaife-Hobbs | Tutti           |
| SuperNova International | 11  | Victor Guerin       | 1-5             |
| Euronova Racing         | 12  | Sergey Sirotkin     | Tutti           |
| Euronova Racing         | 14  | Antonio Spavone     | 1-5             |
| Euronova Racing         | 14  | Sergio Campana      | 6               |
| Euronova Racing         | 14  | Kotaro Sakurai      | 7               |
| Ombra Racing            | 23  | Adderly Fong        | 1, 4            |
| Ombra Racing            | 23  | Yann Cunha          | 2-3             |
| Ombra Racing            | 23  | Antônio Pizzonia    | 6               |
| Ombra Racing            | 23  | Antonio Spavone     | 7               |
| Ombra Racing            | 45  | Giancarlo Serenelli | 1-5, 7          |
| Ombra Racing            | 45  | Rafael Suzuki       | 6               |
| MP Motorsport           | 32  | Daniël de Jong      | Tutti           |
| MP Motorsport           | 33  | Chris van der Drift | 1-6             |

- Tutti i piloti utilizzano vetture Lola B05/52 a motore Zytek.

## Circuiti e gare
La serie prevede per la prima volta la tenuta di gare fuori dall'Europa, dopo che nel 2011 l'appuntamento sul Circuito di Marrakech venne cancellato. Oltre che sul circuito marocchino, riproposto anche quest'anno e primo circuito cittadino utilizzato dalla serie, sono previste gare anche a Curitiba in Brasile, e sull'Infineon Raceway, negli Stati Uniti. Tra i circuiti europei entra il Circuito di Estoril, mentre escono dal calendario il Circuito di Brno, Donington Park, la Motorsport Arena Oschersleben e l'Autodromo del Mugello. Successivamente la tappa portoghese viene spostata sul Circuito di Portimão. Nella gara di Sonoma il campionato utilizza la versione più lunga del tracciato, che comprende le chicane Carousel e Motorcycle, per una lunghezza di 4,025 km.

## Riprese televisive
Grazie all'accordo col WTCC le gare del campionato vengono trasmesse dalla stessa emittente che segue il campionato Turismo, Eurosport.

## Modifiche al regolamento

### Regolamento tecnico
I piloti possono utilizzare per 10 volte a gara l'overboost, ovvero tramite un pulsante posto sul volante potranno disporre di 50  CV in più di potenza; ciò in qualsiasi fase della gara. Lo scopo è quello di abituare i piloti all'uso di strumenti che possano modificare la velocità della vettura così come in F1 il KERS e il DRS. Venne studiata anche la possibilità di introdurre il DRS, ma tale ipotesi venne scartata per ragioni di sicurezza.
Vengono introdotte due mescole per le gomme per ciascun appuntamento. Il pilota è obbligato a utilizzare entrambe le mescole nel corso del weekend di gara.

### Regolamento sportivo
Da questa stagione la lunghezza della gara 2 viene equiparata a quella di gara 1, ovvero al numero minimo di
giri completi che supera la distanza di 85 km. Anche in gara 2 viene introdotto il pit stop obbligatorio.
Viene modificato il sistema di punteggio per gara 2. Il numero di piloti a punti passa da 8 a 10, e i primi 8 vedono aumentato di due unità il punteggio.
| Sistema di punteggio | Sistema di punteggio | Sistema di punteggio | Sistema di punteggio | Sistema di punteggio | Sistema di punteggio | Sistema di punteggio | Sistema di punteggio | Sistema di punteggio | Sistema di punteggio | Sistema di punteggio | Sistema di punteggio | Sistema di punteggio |
| In vigore nel 2011   | In vigore nel 2011   | In vigore nel 2011   | In vigore nel 2011   | In vigore nel 2011   | In vigore nel 2011   | In vigore nel 2011   | In vigore nel 2011   | In vigore nel 2011   | In vigore nel 2011   | In vigore nel 2011   | In vigore nel 2011   | In vigore nel 2011   |
| Posizione            | 1°                   | 2°                   | 3°                   | 4°                   | 5°                   | 6°                   | 7°                   | 8°                   | 9°                   | 10°                  | Pole                 | GPV                  |
| -------------------- | -------------------- | -------------------- | -------------------- | -------------------- | -------------------- | -------------------- | -------------------- | -------------------- | -------------------- | -------------------- | -------------------- | -------------------- |
| Gara 1               | 25                   | 18                   | 15                   | 12                   | 10                   | 8                    | 6                    | 4                    | 2                    | 1                    | 1                    | 1                    |
| Gara 2               | 18                   | 13                   | 10                   | 8                    | 6                    | 4                    | 2                    | 1                    |                      |                      |                      | 1                    |
| In vigore dal 2012   |                      |                      |                      |                      |                      |                      |                      |                      |                      |                      |                      |                      |
| Gara 1               | 25                   | 18                   | 15                   | 12                   | 10                   | 8                    | 6                    | 4                    | 2                    | 1                    | 1                    | 1                    |
| Gara 2               | 20                   | 15                   | 12                   | 10                   | 8                    | 6                    | 4                    | 3                    | 2                    | 1                    |                      | 1                    |

## Riassunto del campionato

### Weekend di Monza
Adrian Quaife-Hobbs parte dalla pole e mantiene la testa della gara. L'altro pilota in prima fila, Sergey Sirotkin, fa spegnere la vettura e viene sfilato da altri piloti. Dietro all'inglese della SuperNova, si piazza Sergio Campana, seguito da Pål Varhaug e Chris Van der Drift, passati alla prima variante.
Al quarto giro Van der Drift fa un errore alla parabolica, scendendo in ottava posizione. La gara non presenta altri movimenti nelle prime posizioni, con Quaife-Hobbs che precede Campana e Varhaug. Al termine della gara Campana e il compagno di scuderia, Michele La Rosa, vengono penalizzati di un minuto per aver cambiato, al pit stop, solo le gomme anteriori mentre il regolamento per il fine settimana prevedeva il cambio delle gomme posteriori. Campana scende in decima posizione, e sul podio entra De Jong.
In gara 2 la gara viene inizialmente condotta da Max Snegirev, partito in prima fila, che comanda il gruppo alla prima variante, seguito da Giacomo Ricci, Chris Van der Drift e Facundo Regalia. Dietro si mette subito in luce Pål Varhaug che passa Antonio Spavone, conquistando la quinta posizione.
Il pit stop penalizza Snegirev che non riesce a mandare in temperatura gli pneumatici e Ricci, che non è protagonista di un cambio gomme perfetto. Si ritrova così in testa Varhaug, seguito da Van der Drift. La lotta per il terzo posto è vissuta sulla battaglia tra Ricci, Spavone e Campana. Ricci è capace di passare Spavone, ma il sopraggiungente Campana, nel tentativo di passare anche lui Spavone, commette un errore alla prima variante, va lungo e colpisce la vettura di Ricci. Entrambi sono costretti al ritiro. Poco dopo è il turno del brasiliano Victor Guerin a tentare di passare Spavone: anche questa volta il tentativo però si conclude con un incidente che penalizza i due piloti. Passa così terzo Adrian Quaife-Hobbs, vincitore di gara 1, che riesce a difendersi dagli attacchi di Sergey Sirotkin fin sotto la bandiera a scacchi. Vince Varhaug.

### Weekend di Valencia
In gara 1 il russo Sergey Sirotkin opta per la partenza con gomme medie nuove, a differenza degli altri piloti che utilizzano gomme soft usate. Al via il russo riesce a prendere la testa della gara, davanti al britannico Adrian Quaife-Hobbs. Buona partenza anche per Pål Varhaug, che si trova quarto, dopo Facundo Regalia, e Daniël de Jong, che partito decimo si trova settimo, al termine del primo giro.
Sirotkin ha subito messo un certo margine sugli inseguitori, che si è assottigliato dopo il pit stop obbligatorio. Al giro 13 Varhaug ha colto il terzo posto, passando Regalia.
A poche tornate dal termine il brasiliano Guerin ha subito la rottura del motore, con conseguente spargimento d'olio sulla pista. Ne è stato penalizzato proprio Regalia che, scivolando sull'olio, è sceso in settima posizione. La direzione di corsa ha fatto entrare la safety car, ma alla ripartenza Sirotkin è stato capace di mantenere la testa della gara, fino al termine.
In gara 2 Sergio Campana guida la corsa alla partenza; Adrian Quaife-Hobbs passa dalla settima alla terza posizione, mentre Regalia scende dalla prima fila alla sesta posizione. Victor Guerin parte dalla penultima posizione, ma riesce a passare sei vetture nel corso del primo giro.
Sia Quaife-Hobbs che Regalia che Sirotkin hanno optato per un pit stop anticipato (tra quinto e sesto giro), mentre Campana effettua la scelta opposta, e si ferma solo al giro 15. Sirotkin però viene penalizzato da un'imprecisione al momento del pit stop che lo fa rientrare in pista in mezzo a vetture che non hanno ancora cambiato le coperture, facendo così svanire le sue possibilità di continuare a duellare con Quaife-Hobbs.
Quaife-Hobbs, al termine della girandola dei cambi gomme, si trova in testa, mentre Campana, anche a causa di un errore al momento del cambio degli pneumatici, sprofonda in nona posizione.  A quattro giri dal termine Sirotkin passa Daniël de Jong e si pone terzo, dietro a Quaife-Hobbs e Regalia.

### Weekend di Marrakech
Nella prima gara Pål Varhaug prende la testa della corsa, davanti a Sergio Campana, Adrian Quaife-Hobbs, Giancarlo Serenelli, Chris van der Drift e Facundo Regalia. Il poleman Sirotkin ha invece una partenza cattiva, facendo quasi spegnere il motore della sua vettura, che lo fa sprofondare in nona posizione.
Campana ha messo subito pressione su Varhaug, mentre nelle retrovie Sirotkin prima passa Ricci, poi anche de Jong. Regalia, in lotta con van de Drift, era costretto al ritiro per un errore che lo portava a sbattere contro le barriere. Al pit stop il norvegese leader della gara faceva spegnere il motore della sua vettura e rientrava in pista solo terzo, dietro a Campana e Adrian Quaife-Hobbs. L'inglese si avvicina al pilota italiano, che sconta anche la crisi delle gomme.
Campana è però riuscito a difendersi dagli attacchi di Quaife-Hobbs, e vincere la sua prima gara in Auto GP.
In gara 2 la testa viene prese da Sergey Sirotkin che passa subito Spavone. Il neozelandese Chris van der Drift sfrutta una indecisione alla partenza di Daniël de Jong. L'olandese riprende la terza posizione al secondo giro ma, poco dopo, a causa di un errore va lungo al tornante e colpisce la monoposto di Spavone.
Coi primi pit-stop al quarto giro di Varhaug, Quaife-Hobbs e Serenelli, seguiti da Campana e Giacomo Ricci al giro successivo la classifica cambia. Campana esce dai box davanti a Varhaug, però e il norvegese lo passa alla curva 1, prendendosi così il quarto posto. Al giro 8 Varhaug passa anche Ricci. Poco dopo Campana ha un'incomprensione con La Rosa e i due si eliminano dalla gara.
Il battistrada Sirotkin cambia le coperture al dodicesimo giro, mentre van der Drift attende il giro 16 (grazie al set di gomme soft nuove montate alla partenza), e quando rientra in pista è davanti al russo. Negli ultimi giri si è accesa la lotta per il terzo posto tra Pål Varhaug, Giacomo Ricci e Adrian Quaife-Hobbs. Al giro 18 Quaife-Hobbs sfrutta un tentativo di sorpasso di Ricci non riuscito per prendere il quarto posto, mentre all'ultimo giro l'inglese si affianca a Varhaug, il norvegese taglia la chicane rallentando Quaife-Hobbs con Ricci passa il britannico.
Sul traguardo vince Chris van der Drift, davanti a Sirotkin e Varhaug, che però viene penalizzato di 25", venendo così classificato settimo, e facendo andare sul podio Giacomo Ricci.

### Weekend di Budapest
Alla partenza della prima gara Sergey Sirotkin ha un buono spunto tanto da essere primo, alla prima curva. Esce però di traiettoria venendo passato da Pål Varhaug. La lotta tra i due prosegue per tutto il primo giro col russo che riprende la testa alla curva 2; al termine del primo giro i due si ritrovano appaiati, Sirotkin colpisce la vettura del norvegese, danneggiando una sospensione. Passa in testa Adrian Quaife-Hobbs, seguito da Sirotkin, con Varhaug che scende in quinta posizione.
L'inglese è capace di seguire un ritmo molto costante che gli consente di tenere a distanza gli inseguitori. Per il secondo posto vi è la lotta tra Sirotkin e Daniël de Jong. La sfida prosegue fino al pit stop obbligatorio; il russo è però costretto al ritiro nei giri finali mentre de Jong fa spegnere la monoposto ai box. Passa così secondo Victor Guerin.
In gara 2 la testa è presa da Giuseppe Cipriani, che approfitta della cattiva partenza di Antonio Spavone e Chris van der Drift. Al secondo giro la safety car entra, a seguito di un incidente di Michele La Rosa. Alla ripartenza Pål Varhaug e Adrian Quaife-Hobbs passano Serenelli, ponendosi dietro a Cipriani. Quest'ultimo resiste agli attacchi dei due fino al giro 7, prima di essere passato da entrambi. Nelle retrovie si mette in luce Sergey Sirotkin che, partito undicesimo, si trova a scalare posizioni grazie all'ottimo ritmo di gara e sfruttando il pit stop.
La lotta tra il norvegese e l'inglese è proseguita per tutto il resto della gara con Quaife-Hobbs che non riesce a trovare lo spazio per il sorpasso, nemmeno al momento di una leggere sbavatura di Varhaug al penultimo giro.
La vettura di Antonio Spavone viene squalificata da entrambe le gare per non aver utilizzato entrambi i compound di gomme previsti per il weekend. La sua scuderia, l'Euronova, ha promosso un ricorso; per tale ragione le classifiche restano sub judice. Il 10 luglio Spavone viene reintegrato in classifica.

### Weekend di Portimão
In gara 1 al via è l'argentino Facundo Regalia a prendere la testa della gara, ma già nel corso del secondo giro l'inglese Adrian Quaife-Hobbs lo passa. Regalia ha perso un'ulteriore posizione al terzo giro, a causa di un lungo. Ne ha approfittato Sergey Sirotkin. Il russo ha mantenuto il secondo posto fino al suo pit stop. Appena rientrato in pista è stato passato da Pål Varhaug, che aveva anticipato al quarto giro il cambio gomme obbligatorio.
Adrian Quaife-Hobbs ha mantenuto la testa della gara sino alla fine, mentre Sirotkin non è più riuscito a impensierire Varhaug per la seconda piazza.
In gara 2 il poleman Chris van der Drift viene bruciato da Daniël de Jong, mentre nelle retrovie si fa luce Adrian Quaife-Hobbs che sfrutta l'avvio lento di Sirotkin e Varhaug, e passa anche Victor Guerin, ponendosi quinto, dopo Facundo Regalia e Sergio Campana. Già nel primo giro Quaife-Hobbs passa anche Campana, mentre van der Drift riprende la testa della gara.
A causa di un contatto tra Sergey Sirotkin e Pål Varhaug viene mandata in pista la vettura di sicurezza; dopo due giri la gara riprende ma Juan Carlos Sistos colpisce la monoposto di Victor Guerin, ciò comporta la nuova entrata per la safety car. Per questa manovra il messicano è penalizzato di cinque posizioni in griglia per la gara successiva. Tutti i piloti sfruttano il momento per il cambio gomme.
Alla ripartenza Quaife-Hobbs passa sia de Jong che van der Drift, mentre Sirotkin sale in terza posizione, passando van der Drift grazie a un ottimo pit-stop. Adrian Quaife-Hobbs conquista così la seconda vittoria del weekend, riuscendo a ottenere anche i due giri veloci, assieme alla pole position, impresa mai realizzata nel campionato.

### Weekend di Curitiba
Antônio Pizzonia prende subito il comando della gara 1, bruciando al via Adrian Quaife-Hobbs e Chris Van der Drift. Al suo inseguimento si pone Pål Varhaug, che resiste, nei primi giri, al ritorno di Quaife-Hobbs.
Il norvegese riesce, dopo il pit stop, ad avvicinarsi a Pizzonia nella seconda parte della gara, dopo che nella prima parte il brasiliano era stato capace di tenere un ritmo molto veloce. Grazie a una sosta ritardata si pone al terzo posto Sergey Sirotkin, mentre un problema tecnico fa perdere diverse posizioni a Quaife-Hobbs.
Vince Pizzonia, ex pilota di Formula 1, tornato al volante di una monoposto dopo un anno e mezzo.
In gara 2 è il leader del campionato Adrian Quaife-Hobbs che scatta in testa, seguito da Rafael Suzuki e da Antônio Pizzonia, che da ottavo in griglia, si ritrova terzo. Pochi giri dopo Pizzonia ha passato Suzuki, ponendosi alle spalle di Quaife-Hobbs. Suzuki è passato poco dopo anche da Chris Van der Drift.
Un problema tecnico al pit stop fa perdere dei secondi al brasiliano che però prosegue nel mettere pressione al britannico. A quattro giri dal termine, quando Quaife-Hobbs va al suo cambio gomme, il pilota perde il controllo della sua vettura, che sbatte contro le barriere. Pizzonia passa così in testa, davanti a Chris Van der Drift.
Col quinto posto di Pål Varhaug, Adrian Quaife-Hobbs, pur se ritirato, si laurea campione dell'Auto GP 2012.

### Weekend di Sonoma
La partenza di gara 1 è caratterizzata da un incidente che coinvolge Antônio Pizzonia, che con la sua vettura colpisce quella di Adrian Quaife-Hobbs: entrambi sono costretti al ritiro, così come nelle retrovie un altro contatto mette fuori gara anche Francesco Dracone e Max Snegirev. In testa si trova così il norvegese Pål Varhaug, seguito da Giacomo Ricci. La direzione di corsa ha deciso però per l'entrata della vettura di sicurezza, visto che le vetture incidentate si trovavano sulla traiettoria.
Con la safety car ancora in pista, al quinto giro, tutti i piloti hanno effettuato il pit stop obbligatorio. Daniël de Jong e Sergey Sirotkin riescono così a sopravanzare Ricci, che scende in quarta posizione. La gara è ripresa normalmente solo all'ottavo giro.
Nella seconda parte di gara solo Campana riesce a prendere una posizione a Ricci, chiudendo così al quarto posto.
Anche la partenza di gara 2 è caratterizzata dall'entrata della safety car, in questo caso per un guasto alla vettura di Kotaro Sakurai, rimasto fermo sulla griglia di partenza. Antonio Spavone, che partiva dalla prima piazza in forza della regola della griglia invertita di gara 1, ha comandato i primi giri. Dietro a Spavone si ponevano Sergio Campana, Sergey Sirotkin, Pål Varhaug e Adrian Quaife-Hobbs, partito dalla dodicesima posizione.
La gara è stata decisa al pit stop: dopo la sosta in testa è andato Sirotkin, seguito da Quaife-Hobbs e Spavone. Campana, quinto dopo un cambio gomme difficoltoso, è stato capace prima di passare Varhaug, poi anche Spavone. Negli ultimi giri Quaife-Hobbs ha cercato di sorpassare Sirotkin, ma senza successo.

## Risultati e classifiche

### Risultati
| Gara | Gara | Circuito    | Tempo     | Velocità    | Pole Position       | GPV                 | Vincitore           | Team                     |
| ---- | ---- | ----------- | --------- | ----------- | ------------------- | ------------------- | ------------------- | ------------------------ |
| 1    | G1   | Monza       | 23'36"782 | 206,15 km/h | Adrian Quaife-Hobbs | Sergey Sirotkin     | Adrian Quaife-Hobbs | Super Nova International |
| 1    | G2   | Monza       | 23'48"744 | 204,42 km/h |                     | Sergey Sirotkin     | Pål Varhaug         | Virtuosi UK              |
| 2    | G1   | Valencia    | 32'49"721 | 153,71 km/h | Adrian Quaife-Hobbs | Sergey Sirotkin     | Sergey Sirotkin     | Euronova Racing          |
| 2    | G2   | Valencia    | 30'55"874 | 163,14 km/h |                     | Sergey Sirotkin     | Adrian Quaife-Hobbs | Super Nova International |
| 3    | G1   | Marrakech   | 29'34"199 | 175,22 km/h | Sergey Sirotkin     | Sergio Campana      | Sergio Campana      | Team MLR71               |
| 3    | G2   | Marrakech   | 29'10"823 | 177,56 km/h |                     | Sergey Sirotkin     | Chris van der Drift | Manor MP Motorsport      |
| 4    | G1   | Hungaroring | 30'39"787 | 162,80 km/h | Adrian Quaife-Hobbs | Adrian Quaife-Hobbs | Adrian Quaife-Hobbs | Super Nova International |
| 4    | G2   | Hungaroring | 32'02"890 | 155,76 km/h |                     | Adrian Quaife-Hobbs | Pål Varhaug         | Virtuosi UK              |
| 5    | G1   | Portimão    | 29'24"999 | 170,77 km/h | Adrian Quaife-Hobbs | Adrian Quaife-Hobbs | Adrian Quaife-Hobbs | Super Nova International |
| 5    | G2   | Portimão    | 31'19"348 | 160,38 km/h |                     | Adrian Quaife-Hobbs | Adrian Quaife-Hobbs | Super Nova International |
| 6    | G1   | Curitiba    | 28'51"683 | 176,71 km/h | Adrian Quaife-Hobbs | Daniël de Jong      | Antônio Pizzonia    | Ombra Racing             |
| 6    | G2   | Curitiba    | 28'44"316 | 177,43 km/h |                     | Pål Varhaug         | Antônio Pizzonia    | Ombra Racing             |
| 6    | G1   | Sonoma      | 35'20"704 | 143,3 km/h  | Adrian Quaife-Hobbs | Daniël de Jong      | Pål Varhaug         | Virtuosi UK              |
| 6    | G2   | Sonoma      | 33'12"879 | 152,95 km/h |                     | Daniël de Jong      | Sergey Sirotkin     | Euronova Racing          |

### Classifica piloti
I punti sono assegnati secondo lo schema seguente:
| Sistema di punteggio | Sistema di punteggio | Sistema di punteggio | Sistema di punteggio | Sistema di punteggio | Sistema di punteggio | Sistema di punteggio | Sistema di punteggio | Sistema di punteggio | Sistema di punteggio | Sistema di punteggio | Sistema di punteggio | Sistema di punteggio |
| Posizione            | 1°                   | 2°                   | 3°                   | 4°                   | 5°                   | 6°                   | 7°                   | 8°                   | 9°                   | 10°                  | Pole                 | GPV                  |
| -------------------- | -------------------- | -------------------- | -------------------- | -------------------- | -------------------- | -------------------- | -------------------- | -------------------- | -------------------- | -------------------- | -------------------- | -------------------- |
| Gara 1               | 25                   | 18                   | 15                   | 12                   | 10                   | 8                    | 6                    | 4                    | 2                    | 1                    | 1                    | 1                    |
| Gara 2               | 20                   | 15                   | 12                   | 10                   | 8                    | 6                    | 4                    | 3                    | 2                    | 1                    |                      | 1                    |

| Pos | Pilota              | MZA | MZA | VLC | VLC | MAR | MAR | HUN | HUN | ALG | ALG | CUR | CUR | SON | SON | Punti |
| --- | ------------------- | --- | --- | --- | --- | --- | --- | --- | --- | --- | --- | --- | --- | --- | --- | ----- |
| 1   | Adrian Quaife-Hobbs | 1   | 3   | 2   | 1   | 2   | 4   | 1   | 2   | 1   | 1   | 6   | 12† | Rit | 2   | 221   |
| 2   | Pål Varhaug         | 2   | 1   | 3   | 8   | 3   | 7   | 5   | 1   | 2   | Rit | 2   | 5   | 1   | 5   | 183   |
| 3   | Sergey Sirotkin     | 14  | 4   | 1   | 3   | 6   | 2   | 13† | 3   | 3   | 3   | 3   | 4   | 3   | 1   | 175   |
| 4   | Chris van der Drift | 5   | 2   | 6   | 7   | 4   | 1   | 7   | 5   | 8   | 2   | 5   | 2   |     |     | 127   |
| 5   | Daniël de Jong      | 3   | Rit | 4   | 4   | 7   | Rit | 11  | 12  | 7   | 7   | 4   | 3   | 2   | 6   | 104   |
| 6   | Sergio Campana      | 10  | 13  | 5   | 9   | 1   | 13  | Rit | 7   | 5   | 4   | 11† | 8   | 4   | 3   | 90    |
| 7   | Facu Regalia        | 4   | 9   | 7   | 2   | Rit | 10  | 3   | 10  | 6   | 5   |     |     |     |     | 68    |
| 8   | Victor Guerin       | 15  | 11  | 16† | 5   | Rit | 5   | 2   | Rit | 4   | Rit |     |     |     |     | 46    |
| 9   | Antônio Pizzonia    |     |     |     |     |     |     |     |     |     |     | 1   | 1   | Rit | 12† | 45    |
| 10  | Antonio Spavone     | 8   | 5   | 9   | 11  | 8   | Rit | 8   | 8   | 11  | 9   |     |     | 8   | 4   | 41    |
| 11  | Giacomo Ricci       | 6   | 14  |     |     | 5   | 3   |     |     |     |     |     |     | 5   | 11† | 40    |
| 12  | Giancarlo Serenelli | 9   | 8   | 11  | 12  | 11  | 11  | 4   | 9   | 10  | 6   |     |     | 6   | Rit | 34    |
| 13  | Max Snegirev        | 7   | 6   | 8   | 6   | 13  | Rit | Rit | 11  | 12  | 8   | 10† | 7   | Rit | 7   | 34    |
| 14  | Giuseppe Cipriani   | 11  | 10  | 12  | 14  | Rit | 9   | 6   | 6   | Rit | Rit | Rit | 10  | Rit | Rit | 18    |
| 15  | Sten Pentus         |     |     | 10  | 10  |     |     | 9   | 4   | 14† | Rit |     |     |     |     | 14    |
| 16  | Francesco Dracone   |     |     |     |     | 10  | 8   | 10  | 14  | 13  | 10  | 8   | 9   | Rit | 9   | 14    |
| 17  | Rafael Suzuki       |     |     |     |     |     |     |     |     |     |     | 7   | 6   |     |     | 12    |
| 18  | Yann Cunha          |     |     | 13  | Rit | 9   | 6   |     |     |     |     |     |     |     |     | 8     |
| 19  | Kotaro Sakurai      |     |     |     |     |     |     |     |     |     |     |     |     | 7   | Rit | 6     |
| 20  | Pippa Mann          |     |     |     |     |     |     |     |     |     |     |     |     | 9   | 8   | 5     |
| 21  | Adderly Fong        | 13  | 7   |     |     |     |     | Rit | 13  |     |     |     |     |     |     | 4     |
| 22  | Michele La Rosa     | 12  | 12  | 14  | 15  | 12  | 12  | 12  | Rit | NP  | 11  | 9   | 11  | 10  | 10  | 4     |
| 23  | Juan Carlos Sistos  |     |     |     |     |     |     |     |     | 9   | Rit |     |     |     |     | 2     |
| 24  | Matteo Beretta      | NP  | 15  | 17† | 13  |     |     |     |     |     |     |     |     |     |     | 0     |
| 25  | Peter Milavec       |     |     | 15  | 16  |     |     |     |     |     |     |     |     |     |     | 0     |
| Pos | Pilota              | MZA | MZA | VLC | VLC | MAR | MAR | HUN | HUN | ALG | ALG | CUR | CUR | SON | SON | Punti |

| Colore  | Risultato             |
| ------- | --------------------- |
| Oro     | Vincitore             |
| Argento | 2º posto              |
| Bronzo  | 3º posto              |
| Verde   | Finito a punti        |
| Blu     | Finito senza punti    |
| Viola   | Ritirato (Rit)        |
| Viola   | Non classificato (NC) |
| Rosso   | Non qualificato (NQ)  |
| Nero    | Squalificato (SQ)     |
| Bianco  | Non partito (NP)      |
| Bianco  | Non ha gareggiato     |
| Bianco  | Infortunato (INF)     |
| Bianco  | Escluso (ES)          |
| Bianco  | Gara cancellata (C)   |

### Classifica under 21
| Pos | Pilota              | MZA | MZA | VLC | VLC | MAR | MAR | HUN | HUN | ALG | ALG | CUR | CUR | SON | SON | Punti |
| --- | ------------------- | --- | --- | --- | --- | --- | --- | --- | --- | --- | --- | --- | --- | --- | --- | ----- |
| 1   | Adrian Quaife-Hobbs | 1   | 3   | 2   | 1   | 2   | 4   | 1   | 2   | 1   | 1   | 6   | 12† | Rit | 2   | 240   |
| 2   | Sergey Sirotkin     | 14  | 4   | 1   | 3   | 6   | 2   | 13† | 3   | 3   | 3   | 3   | 4   | 3   | 1   | 216   |
| 3   | Pål Varhaug         | 2   | 1   | 3   | 8   | 3   | 7   | 5   | 1   | 2   | Rit | 2   | 5   | 1   | 5   | 207   |
| 4   | Daniël de Jong      | 3   | Rit | 4   | 4   | 7   | Rit | 11  | 12  | 7   | 7   | 4   | 3   | 2   | 6   | 137   |
| 5   | Facu Regalia        | 4   | 9   | 7   | 2   | Rit | 10  | 3   | 10  | 6   | 5   |     |     |     |     | 96    |
| 6   | Antonio Spavone     | 8   | 5   | 9   | 11  | 8   | Rit | 8   | 8   | 11  | 8   |     |     | 8   | 4   | 96    |
| 7   | Victor Guerin       | 15  | 11  | 16† | 5   | Rit | 5   | 2   | Rit | 4   | Rit |     |     |     |     | 66    |
| 8   | Yann Cunha          |     |     | 13  | Rit | 9   | 6   |     |     |     |     |     |     |     |     | 24    |
| 9   | Kotaro Sakurai      |     |     |     |     |     |     |     |     |     |     |     |     | 7   | Rit | 12    |
| 10  | Matteo Beretta      | NP  | 15  | 17† | 13  |     |     |     |     |     |     |     |     |     |     | 9     |
| 11  | Juan Carlos Sistos  |     |     |     |     |     |     |     |     | 9   | Rit |     |     |     |     | 6     |
| Pos | Pilota              | MZA | MZA | VLC | VLC | MAR | MAR | HUN | HUN | ALG | ALG | CUR | CUR | SON | SON | Punti |

| Colore  | Risultato             |
| ------- | --------------------- |
| Oro     | Vincitore             |
| Argento | 2º posto              |
| Bronzo  | 3º posto              |
| Verde   | Finito a punti        |
| Blu     | Finito senza punti    |
| Viola   | Ritirato (Rit)        |
| Viola   | Non classificato (NC) |
| Rosso   | Non qualificato (NQ)  |
| Nero    | Squalificato (SQ)     |
| Bianco  | Non partito (NP)      |
| Bianco  | Non ha gareggiato     |
| Bianco  | Infortunato (INF)     |
| Bianco  | Escluso (ES)          |
| Bianco  | Gara cancellata (C)   |

### Classifica scuderie
| Pos | Team                     | MZA | MZA | VLC | VLC | MAR | MAR | HUN | HUN | ALG | ALG | CUR | CUR | SON | SON | Punti |
| --- | ------------------------ | --- | --- | --- | --- | --- | --- | --- | --- | --- | --- | --- | --- | --- | --- | ----- |
| 1   | Super Nova International | 1   | 3   | 2   | 1   | 2   | 4   | 1   | 2   | 1   | 1   | 6   | 12† | Rit | 2   | 267   |
| 1   | Super Nova International | 15  | 11  | 16† | 5   | Rit | 5   | 2   | Rit | 4   | Rit |     |     |     |     | 267   |
| 2   | Manor MP Motorsport      | 3   | 2   | 4   | 4   | 4   | 1   | 7   | 5   | 7   | 2   | 4   | 2   | 2   | 6   | 231   |
| 2   | Manor MP Motorsport      | 5   | Rit | 6   | 7   | 7   | Rit | 11  | 12  | 8   | 7   | 5   | 3   |     |     | 231   |
| 3   | Euronova Racing          | 8   | 4   | 1   | 3   | 6   | 2   | 8   | 3   | 3   | 3   | 3   | 4   | 3   | 1   | 197   |
| 3   | Euronova Racing          | 14  | 5   | 9   | 11  | 8   | Rit | 13† | 8   | 11  | 9   | 11† | 8   | 7   | Rit | 197   |
| 4   | Virtuosi UK              | 2   | 1   | 3   | 8   | 3   | 7   | 5   | 1   | 2   | 10  | 2   | 5   | 1   | 5   | 192   |
| 4   | Virtuosi UK              | NP  | 15  | 10  | 10  | 10  | 8   | 10  | 14  | 13  | Rit | 8   | 9   | Rit | 9   | 192   |
| 5   | Campos Racing            | 4   | 6   | 7   | 2   | 13  | 9   | 3   | 6   | 6   | 5   | 10† | 7   | 9   | 7   | 124   |
| 5   | Campos Racing            | 7   | 9   | 8   | 6   | Rit | 10  | 6   | 10  | 12  | 8   | Rit | 10  | Rit | Rit | 124   |
| 6   | Ombra Racing             | 9   | 7   | 11  | 12  | 9   | 6   | 4   | 9   | 10  | 6   | 1   | 1   | 6   | 4   | 117   |
| 6   | Ombra Racing             | 13  | 8   | 13  | Rit | 11  | 11  | Rit | 13  |     |     | 7   | 6   | 8   | Rit | 117   |
| 7   | Team MLR71               | 10  | 12  | 5   | 9   | 1   | 12  | 12  | 7   | 5   | 4   | 9   | 11  | 5   | 10  | 75    |
| 7   | Team MLR71               | 12  | 13  | 14  | 15  | 12  | 13  | Rit | Rit | NP  | 11  |     |     | 10  | 11  | 75    |
| 8   | Zele Racing              | 6   | 14  | 15  | 13  | 5   | 3   | 9   | 4   | 9   | Rit |     |     | 4   | 3   | 68    |
| 8   | Zele Racing              |     |     | 17† | 16  |     |     |     |     | 14† | Rit |     |     | Rit | 12  | 68    |
| Pos | Team                     | MZA | MZA | VLC | VLC | MAR | MAR | HUN | HUN | ALG | ALG | CUR | CUR | SON | SON | Punti |

| Colore  | Risultato             |
| ------- | --------------------- |
| Oro     | Vincitore             |
| Argento | 2º posto              |
| Bronzo  | 3º posto              |
| Verde   | Finito a punti        |
| Blu     | Finito senza punti    |
| Viola   | Ritirato (Rit)        |
| Viola   | Non classificato (NC) |
| Rosso   | Non qualificato (NQ)  |
| Nero    | Squalificato (SQ)     |
| Bianco  | Non partito (NP)      |
| Bianco  | Non ha gareggiato     |
| Bianco  | Infortunato (INF)     |
| Bianco  | Escluso (ES)          |
| Bianco  | Gara cancellata (C)   |

## Test post-stagionali
Il Circuito di Barcellona ospita dei test tra il 6 e il 7 dicembre 2012. In questa occasione viene provata la nuova versione della vettura, che verrà utilizzata a partire dall'edizione 2013 del campionato. Il primo giorno il più rapido è stato il vincitore del campionato 2012, Adrian Quaife-Hobbs, l'unico che ha utilizzato una vettura in configurazione 2013. Il più veloce tra i piloti che hanno testato una vettura in configurazione 2012 è stato Vittorio Ghirelli in 1'34"039.Anche il giorno seguente il pilota britannico, con la nuova vettura si conferma il più veloce. Tra gli altri il più rapido è Jordan King, staccato di mezzo secondo. In questa giornata anche Vittorio Ghirelli testa la nuova vettura.
| Circuito               | Data       | Pilota più rapido   | Team | Tempo    | Giri |
| ---------------------- | ---------- | ------------------- | ---- | -------- | ---- |
| Circuito di Barcellona | 6 dicembre | Adrian Quaife-Hobbs |      | 1'32"857 | 42   |
| Circuito di Barcellona | 7 dicembre | Adrian Quaife-Hobbs |      | 1'33"676 | 19   |